# Ivan Illich
Ivan Illich (Vienna, 4 settembre 1926 – Brema, 2 dicembre 2002) è stato uno scrittore, storico, pedagogista e filosofo austriaco.
Personaggio di vasta cultura, viene citato spesso come teologo (definizione da lui stesso rigettata), poliglotta e storico. Viene però più spesso ricordato come libero pensatore, capace di uscire da qualsiasi schema preconcetto e di anticipare riflessioni affini a quelle altermondiste. Estraneo a qualsiasi inquadramento precostituito, la sua visione è strettamente affine all'anarchismo cristiano. Vice rettore dell'Università di Porto Rico e fondatore in Messico del Centro Intercultural de Documentación (CIDOC), ha focalizzato gran parte della sua attività in America Latina.
Il suo essenziale interesse fu rivolto all'analisi critica delle forme istituzionali in cui si esprime la società contemporanea, nei più diversi settori (dalla scuola all'economia e alla medicina), ispirandosi a criteri di umanizzazione e convivialità, derivati anche dalla fede cristiana, così da poter essere riconosciuto come uno dei maggiori sociologi dei nostri tempi.

## Biografia
Illich nacque a Vienna da Ivan Peter Illich,  croato, e da Ellen Rose Regnstreif-Orfortiebi, ebrea sefardita. Sin da bambino si dimostrò estremamente versatile: conosceva l'italiano, il francese e il tedesco come un madrelingua e imparò in seguito il croato, il greco antico e in aggiunta lo spagnolo, il portoghese, lo hindi e altri idiomi. Nel 1941 con la madre e i fratelli andò a vivere a Firenze, completò le scuole secondarie al liceo scientifico Leonardo Da Vinci e iniziò l'università. Nel 1944 si iscrisse alla Pontificia Università Gregoriana di Roma con il progetto di diventare prete, e nel 1951 fu ordinato presbitero.
Prestò servizio come assistente parrocchiale a New York, nella diocesi retta dal cardinal Francis Joseph Spellman. Nel 1956 fu nominato vice-rettore della Pontificia Università Cattolica di Porto Rico, e nel 1961 fondò il Centro Intercultural de Documentación (CIDOC) a Cuernavaca, in Messico, che aveva il compito di preparare i preti e i volontari dell'Alleanza per il Progresso alle missioni nel continente americano.
Dopo dieci anni l'attività di analisi critica del CIDOC, l'elaborazione del manifesto dei descolarizzatori e la pubblicazione dei primi cinque testi fortemente critici con le istituzioni moderne, si acuisce il conflitto con il Vaticano. In seguito a contrasti con i membri della Sacra Congregazione Pro Doctrina Fidei Illich subisce un interrogatorio durante il quale gli vengono fatte domande sulle attività condotte nei suoi centri di documentazione e sulle sue posizioni politiche e religiose. Successivamente gli viene chiesto di rispondere per iscritto alle domande, ma Illich si appella alla facoltà di non rispondere. Il suo processo non viene mai portato a termine, Illich decide di astenersi dal celebrare la messa pur mantenendo il celibato. Di fatto non viene mai scomunicato, restando un "monsignore atipico".
Nel 1976 Illich, apparentemente preoccupato per l'afflusso di accademici formali e per la crescente istituzionalizzazione del CIDOC nonché per le pregresse conflittualità, decise, con il consenso degli altri membri, di chiuderlo. Molti dei soci hanno poi proseguito la loro attività di scolarizzazione linguistica a Cuernavaca.
Nel 1977 insegnò alla Facoltà di Sociologia dell'Università di Trento dove tenne lezioni e organizzò seminari, diventando presto un riferimento per il movimento studentesco.
Dal 1980 Ivan Illich iniziò una lunga serie di viaggi, dividendo il proprio tempo tra gli Stati Uniti, il Messico e la Germania. Fu inoltre nominato Visiting Professor di Filosofia, Scienza, Tecnologia e Società presso la Penn State e insegnò anche all'Università di Brema.
Negli ultimi anni fu colpito da una crescita tumorale sul volto che, in conformità con la sua critica alla medicina ufficiale, tentò, senza successo, di curare con metodi tradizionali. Fumava regolarmente oppio per lenire il dolore. All'inizio della malattia, consultò un medico per valutare la possibilità di rimuovere il tumore, ma gli fu detto che con grande probabilità avrebbe perso la facoltà di parlare e così convisse come meglio poté con la malattia, da lui definita "la mia mortalità".

## Il pensiero di Ivan Illich

### Convivialità
Ivan Illich intende per "convivialità" il contrario della produttività industriale. Nel suo saggio scrive:
Illich ne trae una conseguenza: 

### La società conviviale
Secondo Ivan Illich la crisi planetaria ha le sue radici nel fallimento dell'impresa moderna: cioè la sostituzione della macchina all'uomo. In La convivialità egli prova a individuare il limite critico all'interno della millenaria triade uomo, strumento, società oltre il quale non è più possibile mantenere un equilibrio globale, l'uomo diventa schiavo della macchina e la società iper-industriale diviene irrispettosa di scale e limiti naturali. Illich scrive che c'è un uso della scoperta che conduce alla specializzazione dei compiti, alla istituzionalizzazione dei valori, alla centralizzazione del potere: l'uomo diviene l'accessorio della megamacchina, un ingranaggio della burocrazia. Ma c'è un secondo modo di mettere a frutto l'invenzione, che accresce il sapere e il potere di ognuno, consentendo a ognuno di esercitare la propria creatività senza per questo negare lo stesso spazio d'iniziativa e di produttività agli altri. «Se vogliamo –continua Illich– poter dire qualcosa sul mondo futuro, disegnare i contorni di una società a venire che non sia iper-industriale, dobbiamo riconoscere l'esistenza di scale e limiti naturali. Esistono delle soglie che non si possono superare. Infatti, superato il limite, lo strumento da servitore diviene despota. Oltrepassata la soglia, la società diventa scuola, ospedale, prigione e comincia la grande reclusione.»
Illich chiamava società conviviale una società in cui lo strumento moderno sia utilizzabile dalla persona integrata con la collettività, e non riservato a un gruppo di specialisti che lo tiene sotto il proprio controllo. Conviviale per Illich è la società in cui prevale la possibilità per ciascuno di usare lo strumento per realizzare le proprie intenzioni.
L'uomo a cui pensava Illich non era un uomo che vive solo di beni e servizi, ma della libertà di modellare gli oggetti che gli stanno attorno, di conformarli al proprio gusto, di servirsene con gli altri e per gli altri. Nei paesi ricchi i carcerati dispongono spesso di beni e servizi in quantità maggiore delle loro famiglie, ma non hanno voce in capitolo riguardo al come le cose sono fatte, né diritto di interloquire sull'uso che se ne fa: degradati al rango di consumatori utenti allo stato puro, sono privi di convivialità.

### L'incontro con l'altro e l'amicizia
Trascrivendo i ricordi di una "conversazione a tavola" con Ivan Illich, Samar Farage, suo amico e collaboratore, parla di un tema fondamentale nella vita, nel pensiero e negli scritti di Ivan Illich: come nutrire e coltivare il terreno per l'amicizia come pure la capacità di confrontarsi l'un l'altro in un mutuo impegno per la verità.
Illich descrisse la sua vita come un pellegrinaggio assieme ad amici. Egli si chiedeva: «Come posso io vivere in un mondo nel quale sono nato, il mondo in cui sperimento sempre più di essere come racchiuso in una specie di prigione? Come posso essere onesto con tutti quelli che stanno davanti a me? Come posso mantenere uno spazio aperto quando mi trovo in faccia e sotto lo sguardo dell'altro mentre l'altro si scopre di fronte a me e nel mio sguardo?»
Alla luce di questi interrogativi la sua critica della modernità e della tecnologia raggiunge una nuova coerenza e chiarezza: il dono e la sorpresa costituiti dall'altro possono solo apparire quando questo spazio è aperto. L'immediatezza, l'intimità e la libertà dell'incontro con l'altro è ostacolata e anche resa impossibile da ciò che egli definì una volta come strumenti non-conviviali: per esempio dalle scuole che confezionano l'apprendimento e che selezionano la gente; dalle diagnosi che prevengono l'arte di curare e soffrire; dalle professioni che determinano i bisogni dei loro clienti; dagli schermi che separano il "te" da "me".
La critica di Illich delle scuole, delle università e delle istituzioni fu dunque una critica del loro potere di distruggere la nostra capacità di vivere dignitosamente l'uno con l'altro. Egli contrappose la "ricerca o scienza per la gente" condotta nelle università alla "scienza della gente". Tale ricerca, condotta da soli o in piccoli gruppi, ha un'attinenza diretta con chi vi si è impegnato. Essa consente la conversazione amichevole e conviviale. Egli la definì "conversazione attorno alla tavola", poiché cosa vi è meglio di una tavola per consentire agli ospiti e all'ospitante di sedersi generosamente uno di fronte all'altro in una ricerca comune? La tavola rappresentava per Illich un'occasione per l'incontro di amici impegnati in serie ricerche su temi che hanno un'influenza diretta su come vivere, sull'impegno quotidiano, sulle pratiche "garbate e gioiose" nei diversi campi d'intervento sociale. Si trattava di una ricerca filosofica in compagnia di amici che implicava una critica di ogni cosa che rendeva la vita non-filosofica, di ogni cosa che come diceva Illich «[. . .] castra e sterilizza il cuore e indebolisce le sensibilità etiche». L'amicizia per Illich era una pratica permanente che coltivava una credibilità reciproca, il rispetto, l'impegno.

### Il respiro condiviso
Il respiro condiviso è il titolo di un brano dell'Elogio della cospirazione, in cui Ivan Illich parte dal termine latino osculum, che può essere tradotto in italiano con bacio, per arrivare a definire la sua idea di pace e comunità come basi della convivenza civile nella città. Illich ricorda che nella liturgia cristiana del I secolo, osculum assunse una nuova funzione, diventando uno dei due momenti cruciali della celebrazione dell'eucaristia. La conspiratio, il bacio sulla bocca, divenne il gesto liturgico solenne con cui i partecipanti all'azione del culto condividevano il loro respiro o spirito. Esso venne a significare la loro unione nello Spirito Santo, la comunità che prende forma grazie al soffio di Dio. L'altro momento eminente della celebrazione era la comestio, la comunione della carne, l'inclusione del credente nel corpo del Verbo incarnato, ma la communio era teologicamente collegata alla conspiratio che la precedeva. Conspiratio divenne l'espressione somatica più forte, chiara e inequivocabile che designava il processo non gerarchico di creazione di uno spirito di fraternità in preparazione della cena unificante. Attraverso l'atto di mangiare, i compagni cospiratori venivano trasformati in un noi, un'assemblea, che in greco si dice ekklesia.
L'autentica idea della pace come ospitalità estesa allo straniero, non può essere compresa senza fare riferimento alla liturgia cristiana in cui la comunità prende forma attraverso il bacio sulla bocca. Tuttavia secondo Ivan Illich, il riferimento alla conspiratio è imprescindibile non solo per comprendere gli antecedenti storici della pace nella nostra tradizione, ma anche per comprendere la singolarità storica dello spirito, atmosfera o clima di una città. L'idea europea di pace, che è sinonimo di inclusione somatica di eguali in una comunità, non ha analoghi altrove. La comunità nella nostra tradizione europea non è il prodotto di un atto di fondazione autoritario, non è un dono della natura o delle sue divinità, né il risultato del management, della pianificazione o della progettazione, ma la conseguenza di una cospirazione, un dono reciproco consapevole, somatico e gratuito. Il respiro condiviso è la pace, intesa come la comunità che ha inizio da quell'esperienza.
Secondo Illich la conspiratio precede la conjuratio, cioè quel giuramento solenne davanti a Dio che stava alla base del contratto sociale nelle città medioevali. Illich sostiene che la città medioevale dell'Europa centrale fu una configurazione storica radicalmente nuova: la conjuratio conspirativa, che fece della civiltà urbana europea qualcosa di affatto distinto rispetto agli stili urbani di altre zone. Essa implicava una peculiare tensione dinamica tra l'atmosfera della conspiratio e la sua costituzione legale, di tipo contrattuale. Questa conjuratio, che faceva ricorso a Dio come collante del legame sociale verosimilmente serviva ad assicurare stabilità e continuità all'atmosfera generata dalla conspiratio dei cittadini.
Nella misura in cui viene pensata avente origine nella conspiratio, la città deve la sua esistenza sociale alla pax, il respiro condiviso in modo egualitario da tutti.

### Bisogni, aspettativa e speranza
Ivan Illich, nel suo saggio Bisogni, scrive: « [...] quella dei bisogni di base può essere considerata l'eredità più insidiosa lasciataci dallo sviluppo.».
Secondo Ivan Illich la creazione dei "bisogni di base" ha trasfigurato la natura umana. La trasformazione è avvenuta in un paio di secoli. Certamente in questo periodo la radice è stata quella del mutamento che si chiamasse alle volte progresso, alle volte sviluppo, alle volte crescita. In questo processo secolare la generazione del secondo dopoguerra è stata testimone del passaggio dall'uomo comune all'uomo bisognoso. Oggi, la stragrande maggioranza dei miliardi di persone viventi sul pianeta accetta incondizionatamente la propria condizione umana di dipendenza dai beni e dai servizi, una dipendenza chiamata bisogno. Il movimento storico occidentale, sotto il vessillo dell'evoluzione-progresso-crescita-sviluppo, ha fissato poi quali dovessero essere i bisogni e gli standard di vita dell'umanità. Con la creazione delle soglie di povertà e degli standard minimi accettabili entro cui le persone dovrebbero vivere, l'umanità poteva ora venire divisa tra chi sta sopra e chi sta sotto uno standard misurabile e in secondo luogo, un nuovo genere di burocrazia veniva insediato per stabilire i criteri di ciò che era accettabile e ciò che non lo era. Il primo degli strumenti che vennero creati per stabilire questo standard fu chiamato Prodotto Interno Lordo. A partire dal 1970, nel linguaggio pubblico, la povertà comincia ad assumere una nuova connotazione, vale a dire quella di soglia economica. Questo fatto ha mutato la natura stessa della povertà agli occhi dell'umanità. La povertà è diventata una misura di ciò che manca a una persona in termini di beni "di cui si ha bisogno" e ancora più "di servizi di cui si ha bisogno". Attraverso la definizione del povero come di colui al quale manca ciò che il denaro potrebbe assicurargli per renderlo "completamente umano", la povertà a New York come in Etiopia, è diventata una misura universale astratta del sottoconsumo. Allora, il fenomeno umano non viene più definito attraverso ciò che noi siamo, affrontiamo, possiamo prendere, sogniamo e nemmeno più attraverso il mito moderno per il quale possiamo lasciarci alle spalle il regno della scarsità, ma attraverso la misura di ciò che ci manca e quindi, di ciò di cui abbiamo bisogno.
I decenni dello sviluppo possono essere intesi come l'era durante la quale, a costi immensi, è stata officiata una cerimonia planetaria per ritualizzare la fine della necessità. Scuole, ospedali, aeroporti, istituzioni mentali o correzionali, i media: tutto ciò può essere inteso come reticoli di templi eretti per santificare lo smantellamento delle necessità e la ricostruzione dei desideri sotto forma di bisogni. Ancora dopo l'inizio dell'era industriale, per la maggior parte di coloro che vivevano in una cultura della sussistenza, la vita si basava ancora sul riconoscimento di limiti che non potessero essere trasgrediti. Cosicché per bisogni si intendeva "necessità". Questi bisogni nel senso di necessità dovevano essere sopportati. Ciascuna cultura era la Gestalt sociale assunta attraverso l'accettazione dei bisogni in un luogo e in una particolare generazione. Ciascuna rappresentava l'espressione storica di una celebrazione unica della vita entro un'arte della sofferenza che rendeva possibile esaltare le necessità. Ciò che mediava tra desiderio e sofferenza differiva da cultura a cultura. In un'economia morale di sussistenza, l'esistenza dei desideri era data per scontata tanto quanto la certezza che non potessero essere placati. Quando i bisogni compaiono nel moderno dibattito sullo sviluppo, tuttavia, non compaiono né come necessità né come desideri.
"Sviluppo" è una parola che vale una promessa, una garanzia offerta per spezzare la legge della necessità usando i nuovi poteri della scienza, della tecnologia e della politica. Sotto l'influsso di questa promessa anche i desideri hanno mutato il proprio status. La speranza di compiere il bene è stata rimpiazzata dall'aspettativa della definizione e soddisfazione dei bisogni. Le aspettative fanno riferimento a un "non ancora" diverso da quello delle speranze. C'è differenza, dice Illich, tra aspettativa e speranza. La speranza indica una fede ottimistica nella bontà della natura, mentre l'aspettativa, nel senso in cui Illich utilizza questo termine, è contare sui risultati programmati e controllati dall'uomo. La speranza concentra il desiderio su una persona dalla quale attendiamo un dono. L'aspettativa attende soddisfazione da un processo prevedibile. Il quale produrrà ciò che è nostro diritto pretendere. «La speranza nasce dalla necessità che nutre il desiderio. La speranza si orienta verso l'imprevedibile, l'inaspettato, il sorprendente. Le aspettative nascono dai bisogni nutriti dalla promessa di sviluppo e si orientano verso le rivendicazioni e i diritti d'accesso, le richieste. La speranza si appella alla discrezionalità di un altro da sé personale, sia esso umano o divino. Le aspettative si fondano sul funzionamento di sistemi impersonali che distribuiscono cibo, cure sanitarie, istruzione, sicurezza e altro.».
In Descolarizzare la società Ivan Illich, nel capitolo «Rinascita dell'uomo epimeteico» riprende il mito di Pandora per spiegarci l'affievolirsi della speranza e il sorgere delle aspettative nell'orizzonte umano. «La Pandora originaria, 'colei che dona tutto', era una dea della terra nella Grecia patriarcale della preistoria. Essa fece scappare tutti i mali dal suo vaso, ma chiuse il coperchio prima che potesse fuggirne anche la speranza. La storia dell'uomo moderno comincia con la degradazione del mito di Pandora e termina con lo scrigno che si chiude da solo. È la storia dello sforzo prometeico per creare istituzioni che blocchino l'azione dei mali scatenati. È la storia dell'affievolirsi della speranza e del sorgere delle aspettative».
«La sopravvivenza della specie umana –conclude Illich– dipende dalla riscoperta della speranza come forza sociale.»

## Opere
- Œuvres complètes, Tome 1 (Libérer l'avenir - Une société sans école - Energie et équité - La convivialité -  Némésis médicale), Fayard, Paris 2004.
- Œuvres complètes, Tome 2 (Le Chômage créateur - Le travail fantôme - Le genre vernaculaire - H2O. Les eaux de l'oubli - Du lisible au visible. Sur l'art de lire de Hugues de Saint-Victor - Dans le miroir du passé), Fayard, Paris 2005.
- Deschooling Society (1971) ISBN 0-06-012139-4 ISBN 0-06-080381-9 trad. it. Descolarizzare la società. Una società senza scuola è possibile? Mimesis, 2010
- Tools for Conviviality (1973) ISBN 0-06-080308-8 ISBN 0-06-012138-6 trad. it. La convivialità, ed. Boroli, 2005
- Energy and Equity (1974) ISBN 0-06-080327-4 trad. it. Elogio della bicicletta, ed. Bollati Boringhieri, 2006
- Medical Nemesis (1976) ISBN 0-394-71245-5 ISBN 0-7145-1095-5 ISBN 0-7145-1096-3 trad. it. Nemesi medica. L'espropriazione della salute, ed. Boroli, 2005
- Toward a History of Needs (1978) ISBN 0-394-41040-8 ISBN 0-394-73501-3 trad. it. Per una storia dei bisogni
- Shadow Work (1981) ISBN 0-7145-2711-4 ISBN 0-7145-2710-6 trad. it. Lavoro ombra
- Gender (1982) ISBN 0-394-52732-1 trad. it. Genere. Per una critica storica dell'uguaglianza, Neri Pozza, 2013
- H2O and the Waters of Forgetfulness (1985) ISBN 0-911005-06-4 trad. it. H2O e le acque dell'oblìo
- ABC: The Alphabetization of the Popular Mind (1988) ISBN 0-86547-291-2
- In the Mirror of the Past (1992)  ISBN 0-7145-2937-0 trad. it. Nello specchio del passato, ed. Boroli, 2005
- In the Vineyard of the Text: A Commentary to Hugh's Didascalicon (1993) ISBN 0-226-37235-9 trad. it. Nella vigna del testo, ed. Raffaello Cortina, 1996
- Ivan Illich in Conversation interviews with Cayley, David. (1992) (Toronto: Anansi Press) trad. it. Conversazioni con Ivan Illich, Elèuthera, Milano (1994), III ed. 2008 ISBN 978-88-89490-46-4 Il mito dell'istruzione, estratto da Conversazioni con Ivan Illich
- The Rivers North of the Future - The Testament of Ivan Illich as told to David Cayley (2005) ISBN 0-88784-714-5 (Toronto: Anansi Press) trad. it. I fiumi a nord del futuro. Testamento raccolto da David Cayley, Verbarium, Quodlibet 2009
- Pervertimento del Cristianesimo. Conversazioni con David Cayley su vangelo chiesa e modernità, Verbarium, Quodlibet 2008
- Disoccupazione creativa, Boroli 2005
- I. Illich et al., Esperti di troppo. Il paradosso delle professioni disabilitanti, Edizioni Erickson, 2008
- Un profeta postmoderno, a cura di A. Gaudio, La Scuola 2012